# Sigurd Otto Maglegaard Olsen
Sigurd Otto Maglegaard Olsen (1908 – 1980) var en dansk biolog, født i København. På grund af manglende økonomi var han nødt til at forlade skolen i en alder af 15 år. Han fik i stedet job i Socialforvaltningen i Københavns Kommune. Således berøvet muligheden for at fortsætte et egentligt studie på universitetet brugte han i stedet fritiden til at studere biologi og botanik med speciale i limnologi.
I 1939 fik Københavns Universitet øjnene op for ham og hans bidrag til feltarbejdet og universitetet tildelte ham guldmedalje i botanik med charofytter som emne. Opgaven blev publiceret af Videnskabernes Selskab. Sigurd Otto Maglegaard Olsen vedblev at være tilknyttet Københavns Universitet frem til 1963, hvor han blev gift med amerikaneren Ingrith Deyrup og efterfølgende emigrerede til USA, hvor de bosatte sig i Seattle.
De næste syv år arbejdede Sigurd Otto Maglegaard Olsen som biolog og assisterende professor ved UW School of Fisheries indtil han gik på pension i 1970. Selvom han var pensionist, valgte Sigurd Otto Maglegaard Olsen at bruge sin tid på biologi og fotografering, hvor han blandt andet var med til at udvikle fototekniske principper til objekter, som er for store til at blive fotograferet ved mikroskopfotografering, men for små til at blive fotograferet ved hjælp af almindelig fotografering. Meget af hans videnskabelige arbejde foregik ved søen Bear Lake ved Snoqualmie National Forest. 
Sigurd Otto Maglegaard Olsen døde i Seattle, men er bisat på Sundby Kirkegård på Amager.